# Elemgasem
Elemgasem (лат., возможное русское название — элемгасем) — род тероподных динозавров из семейства абелизаврид (Abelisauridae). Известен по ископаемым остаткам из отложений формации Портесуэло, относящихся к верхнему мелу (турон — коньяк; 93,5—85,8 млн лет). Включает единственный вид — Elemgasem nubilus.
Положение Elemgasem в составе клады абелизаврид Brachyrostra, к которой он был отнесён, неясно. Филогенетические анализы показывают его либо в качестве сестринского таксона Furileusauria, либо в нескольких возможных позициях внутри этой клады.

## Открытие и наименование
Голотип Elemgasem, MCF-PVPH-380, был обнаружен в 2002 году в слоях формации Portezuelo в районе Sierra del Portezuelo, примерно в 20 километрах к западу от Кутраль-Ко, провинция Неукен, Аргентина. Голотип состоит из частичного скелета, включающего шейные и хвостовые позвонки, правую бедренную кость, левую большеберцовую кость, правую и левую малоберцовые кости, сросшиеся кости левого голеностопа (crurotarsal), плюсневые кости и фаланги.
В 2022 году Байано и соавторы описали Elemgasem nubilus как новые род и вид абелизаврид. Родовое название отсылает к одноимённому божеству теуэльче. Согласно мифологии, Элемгасем — повелитель животных и отец южной вискачи, способный превращать в камень других и себя, обитатель гор и неба. Видовое название nubilus означает «туманный день» на латыни и связано с необычно туманной погодой во время экспедиции, в ходе которой был обнаружен голотип Elemgasem.

## Патологии

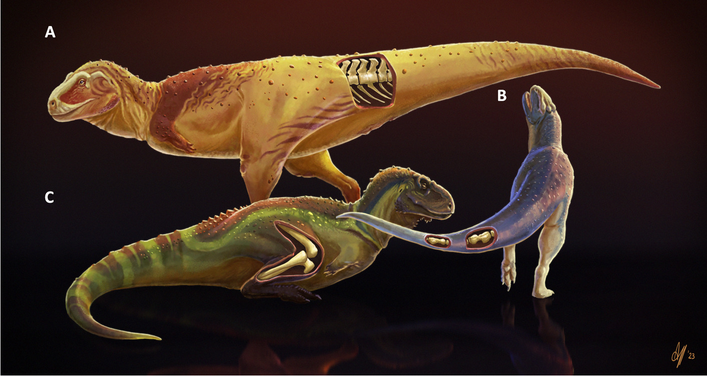
Реконструкция абелизаврид, на костях которых были обнаружены следы патологических изменений. Elemgasem находится под буквой B.

Хвостовые позвонки голотипа Elemgasem демонстрируют спондилоартропатию (заболевание позвоночных суставов), что является первым случаем регистрации подобного заболевания у теропод, не относящихся к тетанурам, и вторым случаем для теропод, не относящихся к птицам.

## Палеоэкология
Elemgasem известен по ископаемым остаткам из отложений формации Портесуэло в Аргентине. К таксонам, обнаруженным в этой формации, относятся тероподные динозавры Megaraptor, Patagonykus, Neuquenraptor, Pamparaptor и Unenlagia, завроподные динозавры Futalognkosaurus, Malarguesaurus и Baalsaurus, а также аждархоидный птерозавр Argentinadraco. В формации также были найдены другие окаменелости, принадлежащие птицетазовым динозаврам, веерохвостым птицам, черепахам и крокодилам.